# キー・ホイ・クァン
キー・ホイ・クァン（英: Ke Huy Quan、1971年8月20日 - ）は、中国系ベトナム人として生まれたアメリカ合衆国の俳優、コレオグラファー。出生名・本名はキー・ホイ・クァンだが、1980年代後半から2000年代初頭まで、ジョナサン・キー・クァンと名乗っていた。

## 来歴
ベトナム共和国・サイゴン（現：ホーチミン）で中国系の一家に9人兄弟姉妹の7人目の子として生まれた。中国語名は關繼威。1975年のサイゴン陥落に伴って一家でベトナムを離れ、香港を経てアメリカ合衆国へと移住した。その経緯からベトナム語、広東語、北京語、英語等を話すマルチリンガルである。
1980年代に子役として『インディ・ジョーンズ/魔宮の伝説』（1984年）のショート・ラウンド役や『グーニーズ』（1985年）のデータ役といったハリウッドのヒット映画に出演。日本ではファンクラブが出来るなどアイドル的な人気を得た。
その後も数本のアメリカや台湾の映画に出演したが、当時のハリウッドはアジア系俳優に与えられる役が少なかったことや映画制作の方に興味が移ったことから、俳優業を一時休止し、映画監督を志して南カリフォルニア大学映画学部へと進学した。
21世紀に入ると、『X-MEN』や『拳神 KENSHIN』、ジェット・リー主演の『ザ・ワン』などに制作スタッフ（武術指導のアシスタント）として参加するようになり、2004年には日本の木村拓哉が出演したウォン・カーウァイ監督の『2046』にも助監督として参加し、ウォン監督の広東語を木村に英語で伝えるという通訳としての役割も果たした。
2010年代後半になると、『クレイジー・リッチ!』（2018年）や『シャン・チー/テン・リングスの伝説』（2021年）のようにアジア系俳優に役柄が与えられる機会が急増したことを受けて、約30年ぶりに俳優業に復帰する決断をした。
2022年の『エブリシング・エブリウェア・オール・アット・ワンス』で俳優としての本格的なカムバックを果たす。『グーニーズ』でチャンク役だった、元子役で弁護士のジェフ・コーエンとは現在も友人で、同作への出演交渉はコーエンが担当していた。本作における演技が評価され、第95回アカデミー賞で助演男優賞を受賞。同部門におけるアジア系俳優の受賞は、1984年の『キリング・フィールド』で受賞したハイン・S・ニョール以来、38年振りであった。
2025年2月、TCLチャイニーズシアターに手形と足形を刻んだ。セレモニーには、『グーニーズ』の出演者などが駆けつけた。

## 名義
俳優業を始めた当初は出生名の「キー・ホイ・クァン」として活動していたが、マネージャーから「アメリカ風の名前を付ければよくなるかもしれない」と勧められ、活動初期は「ジョナサン・クァン」や「ジョナサン・キー・クァン」とクレジットされているものがある。俳優活動の再開にあたり、活動名を出生名に戻している。

## フィルモグラフィ

### 映画

#### 劇場公開映画
| 年   | 題名                                                                                 | 役名                     | 備考                                   | 吹き替え                                                                                      |
| ---- | ------------------------------------------------------------------------------------ | ------------------------ | -------------------------------------- | --------------------------------------------------------------------------------------------- |
| 1984 | インディ・ジョーンズ 魔宮の伝説 Indiana Jones and the Temple of Doom                 | ショート・ラウンド       |                                        | 田中真弓（日本テレビ版） 野沢雅子（ソフト版1） 矢島晶子（テレビ朝日版） 白石涼子（ソフト版2） |
| 1985 | グーニーズ The Goonies                                                               | リッキー・ワン（データ） | 藤田哲也（ソフト版） 菅谷政子（TBS版） |                                                                                               |
| 1986 | キー・ホイ・クァンのドロボーズ 糊塗妙賊小神偷                                        |                          | (吹替版なし)                           |                                                                                               |
| 1987 | パッセンジャー 過ぎ去りし日々                                                        | リック                   | (吹替版なし)                           |                                                                                               |
| 1991 | 炎のマーシャルアーツ BREATHING FIRE                                                  |                          | 鳥海勝美（テレビ東京版）               |                                                                                               |
| 1992 | 原始のマン Encino Man                                                                | キム                     | 神谷和夫                               |                                                                                               |
| 2002 | 無限復活 Second Time Around                                                          |                          | (吹替版なし)                           |                                                                                               |
| 2023 | エブリシング・エブリウェア・オール・アット・ワンス Everything Everywhere All at Once | ウェイモンド・ワン       | 水島裕                                 |                                                                                               |
| 2024 | カンフー・パンダ 4 伝説のマスター降臨 Kung Fu Panda 4                                | ハン                     | 水島裕                                 | 声の出演                                                                                      |
| 2025 | ズートピア2 Zootopia 2                                                               | ゲイリー                 | TBA                                    | 声の出演                                                                                      |
| 2025 | LOVE HURTS/ラブ・ハーツ Love Hurts                                                   | マーヴィン・ゲイブル     | TBA                                    | 日本劇場未公開                                                                                |

#### WEB配信映画
| 年   | 題名                                        | 役名                        | 配信局  | 吹替   |
| ---- | ------------------------------------------- | --------------------------- | ------- | ------ |
| 2021 | オハナ Finding 'Ohana                       | ジョージ・ファン            | Netflix | TBA    |
| 2025 | エレクトリック・ステイト The Electric State | アマースト博士 / P.C.（声） | Netflix | 水島裕 |

### テレビシリーズ

#### WEB配信ドラマ
| 年   | 題名                                                       | 役名                  | 配信局  | 日本語吹替 |
| ---- | ---------------------------------------------------------- | --------------------- | ------- | ---------- |
| 2023 | アメリカン・ボーン・チャイニーズ 僕らの西遊記 Even Stevens | フレディ/ジェイミー   | Disney+ | 手塚祐介   |
| 2023 | ロキ Loki                                                  | ウロボロス(通称O.B.） | Disney+ | 水島裕     |

## 受賞とノミネート
『エブリシング・エブリウェア・オール・アット・ワンス』
- アカデミー助演男優賞受賞[11]
- 全米映画俳優組合賞助演男優賞受賞
- クリティクス・チョイス・ムービー・アワード 助演男優賞受賞
- ニューヨーク映画批評家協会賞　助演男優賞受賞
- 全米映画批評家協会賞助演男優賞受賞
- ロサンゼルス映画批評家協会賞 助演俳優賞受賞
- 全米映画俳優組合賞助演男優賞受賞
- 全米映画俳優組合賞キャスト賞受賞

## 日本語吹き替え
当初、作品ごとに異なる声優が務めていたが、復帰作である『エブリシング・エブリウェア・オール・アット・ワンス』で水島裕が起用されたことがきっかけで、以降はアニメ作品も含めた大半の作品で声を担当するようになった。
水島自身もクァンの吹き替えには自身のSNSで入れ込んでいる様子を見せており、「本当にチャーミングで吹き替えを担当出来て幸せ」だと語ったり、子役時代に先駆けて担当していた田中真弓と同じ俳優を吹き替えていることについての縁を感じていたことなどを明かしている。
このほかにも、初期には野沢雅子、矢島晶子、白石涼子、藤田哲也、菅谷政子、鳥海勝美、神谷和夫などが、担当したこともあった。